# Pёtr Nemov
Pёtr Aleksandrovič Nemov (in russo Пётр Александрович Немов?; Orël, 18 ottobre 1983) è un ex calciatore russo, di ruolo centrocampista.

## Carriera
Ha giocato nella massima serie russa.

## Palmarès

### Club

#### Competizioni nazionali
- Coppa di Russia: 1

Rubin Kazan': 2011-2012